# Maurice Steijn
Maurice Steijn (* 20. November 1973 in Den Haag) ist ein ehemaliger niederländischer Fußballspieler und aktueller -trainer.
Seine Fußballerkarriere verbrachte er im Herrenbereich bei ADO Den Haag (ehemals FC Den Haag) sowie bei NAC Breda sowie im Amateurbereich beim FC Kranenburg. Nach dem Ende seiner aktiven Karriere war Steijn Jugendtrainer in Den Haag und war während der Saison 2009/10 auch Interimstrainer der Profimannschaft von ADO; danach war er fast ein Jahr Co-Trainer der Profimannschaft, bevor er dann zum neuen Cheftrainer befördert wurde. Von 2014 bis 2019 war er dann Cheftrainer von VVV-Venlo und war danach eine kurze Zeit lang Trainer in den Vereinigten Arabischen Emiraten bei al-Wahda. Wieder in den Niederlanden, übernahm Maurice Steijn nach Stationen bei NAC Breda und bei Sparta Rotterdam im Sommer 2023 den Posten des Chefcoaches bei Ajax Amsterdam. Sein Sohn Sem Steijn ist beim niederländischen Erstligisten Feyenoord Rotterdam unter Vertrag.

## Aktive Karriere
Während seiner aktiven Karriere hatte Maurice Steijn im Herrenbereich für ADO Den Haag sowie für NAC Breda gespielt und hatte dabei für beide Vereine 34 Zweitligaspiele absolviert, für NAC Breda kam er in der Saison 2000/01 sogar auf zehn Spiele in der Eredivisie und schoss dabei ein Tor. Von 2002 bis 2004 lief er für den Amateurverein FC Kranenburg auf.

## Karriere als Trainer
Nach dem Ende seiner aktiven Karriere trainierte Maurice Steijn verschiedene Nachwuchsmannschaften ADO Den Haags, bevor er im März 2010 interimsmäßig neuer Trainer der Profimannschaft wurde. Er trainierte diese in vier Spielen. Danach war Steijn ein Jahr Co-Trainer der Profimannschaft, bevor er zur Saison 2011/12 zum neuen Cheftrainer der Profis befördert wurde. Er betreute ADO Den Haag in 100 Pflichtspielen und belegte mit seinem Verein die Plätze 15 und 9, bevor er im Februar 2014 – auf dem letzten Platz stehend und als vierter Trainer in der laufenden Saison – entlassen wurde.
In der Sommerpause 2014 wurde Maurice Steijn neuer Trainer von VVV-Venlo. Den Verein aus Venlo, gelegen an der deutschen Grenze, führte er in der Saison 2014/15 zum siebten Platz und qualifizierte sich somit für die Auf-und-Abstiegs-Play-offs, wo VVV-Venlo in der ersten Runde sich zunächst gegen den FC Oss durchsetzen konnte, dann allerdings an NAC Breda scheiterte. In der Folgesaison wurde VVV-Venlo unter der Leitung von Steijn Zweiter und stieg in den Auf-und-Abstiegs-Play-offs gleich in der zweiten Runde ein, allerdings schieden die Limburger gegen Go Ahead Eagles Deventer aus. Im dritten Jahr führte er dann diesen Verein als Zweitligameister zum Aufstieg in die Eredivisie. Mit den Plätzen 15 und 12 gelang Maurice Steijn mit den Venloern der Klassenerhalt. Im Sommer 2019 nahm er dann den Trainerposten bei al-Wahda an, wurde allerdings im Oktober 2019 wieder entlassen.
Steijn war in der Folge knapp ein Jahr ohne Job, bevor er im Juli 2020 als Chefcoach von NAC Breda vorgestellt wurde. Er führte NAC Breda in die Auf-und-Abstiegs-Play-offs, wo sie in der ersten Runde sich gegen den FC Volendam durchsetzen konnten, in der zweiten Runde allerdings gegen den FC Emmen ausschieden. Nachdem Maurice Steijn und seine Familie bedroht wurden, trat er im Juni 2021 von seinem Amt zurück. Im April 2022 wurde er neuer Cheftrainer von Sparta Rotterdam und führte diesen Verein zum Klassenerhalt. Eine Saison später qualifizierte sich Sparta unter der Leitung von Steijn für die ligainternen Play-off-Spiele um die Teilnahme an der UEFA Europa Conference League, wo sich die Rotterdamer in der ersten Runde gegen den FC Utrecht durchsetzen konnten, allerdings dann in der zweiten Runde am FC Twente Enschede scheiterten.
In der Sommerpause 2023 wurde er neuer Cheftrainer von Ajax Amsterdam, wo er einen Vertrag bis zum 30. Juni 2026 erhielt. Nach sieben Ligaspielen und dem Abrutschen auf den 17. Platz trennte sich Ajax am 23. Oktober 2023 von Steijn.
Im November 2024 übernahm Steijn erneut den Cheftrainerposten bei Sparta Rotterdam.